# (12573) 1999 NJ53
(12573) 1999 NJ53 è un asteroide della fascia principale esterna. Scoperto nel 1999, presenta un'orbita caratterizzata da un semiasse maggiore pari a 2,940720 UA e da un'eccentricità di 0,111617, inclinata di 11,918298ª rispetto all'eclittica.
Fa parte della famiglia di asteroidi San Marcello.